# Окаяма
Окаяма (яп. 岡山市, Okayama-shi) — портове місто в Японії, у регіоні Тюґоку префектури Окаяма. Населення 720 043 осіб (1 березня 2021)  Площа 789,92 км².
Місто відоме парком Корука-ен (яп. 後楽園), що входить до Трьох великих парків Японії, і замком Окаяма (яп. 岡山城). Також Окаяма місце народження байок про Момотаро.

## Географія
Розташування
Місто Окаяма розташоване на південному-заході острова Хонсю в південній частині префектури Окаяма. На півдні місто обмежене Харімським морем. Місто перетинають річки Асахі (протікає через центральну частину міста з півночі на південь і впадає в озеро Кодзіма) та Йошії (протікає по східній частині міста з півночі на південь і впадає в озеро Кодзіма).
Клімат
Клімат вологий субтропічний. Зима відносно холодна, майже без снігу, з сезонними вітрами. Літо тепле з великою кількістю сонячних днів. Середньомісячні температури січня +4,9 °C та серпня +28,3 °C. Абсолютний мінімум — −9,1 °C (27 лютого 1981), абсолютний максимум — +39,3 °C (7 серпня 1994) Навесні випадає помірна кількість опадів. Окаяма сухе місто з невеликою кількістю опадів, тому її часто називають «Сонячна країна». Середньорічна кількість опадів — 1106,2 мм, максимум опадів припадає на червень (107,1 мм), мінімум — на грудень (31 мм). Середньорічна вологість повітря — 66,8 %.
| Клімат Окаяма                                       | Клімат Окаяма | Клімат Окаяма | Клімат Окаяма | Клімат Окаяма | Клімат Окаяма | Клімат Окаяма | Клімат Окаяма | Клімат Окаяма | Клімат Окаяма | Клімат Окаяма | Клімат Окаяма | Клімат Окаяма | Клімат Окаяма |
| Показник                                            | Січ.          | Лют.          | Бер.          | Квіт.         | Трав.         | Черв.         | Лип.          | Серп.         | Вер.          | Жовт.         | Лист.         | Груд.         | Рік           |
| Абсолютний максимум, °C                             | 18,8          | 22,3          | 24,1          | 29,6          | 33,2          | 37,0          | 38,0          | 39,3          | 36,7          | 31,7          | 26,9          | 21,5          | 39,3          |
| Середній максимум, °C                               | 9,0           | 9,8           | 13,3          | 19,6          | 24,4          | 27,7          | 31,4          | 32,7          | 28,4          | 22,5          | 16,8          | 11,6          | 20,6          |
| Середня температура, °C                             | 4,9           | 5,5           | 8,8           | 14,5          | 19,3          | 23,3          | 27,2          | 28,3          | 24,4          | 18,1          | 12,3          | 7,3           | 16,16         |
| Середній мінімум, °C                                | 1,1           | 1,4           | 4,3           | 9,6           | 14,6          | 19,4          | 23,7          | 24,7          | 20,7          | 14,0          | 8,2           | 3,3           | 12,08         |
| Абсолютний мінімум, °C                              | −8,9          | −9,1          | −7            | −3,6          | 1,0           | 7,4           | 12,6          | 14,8          | 7,2           | 1,7           | −3,5          | −6,5          | −9,1          |
| Середня кількість сонячних годин на місяць          | 150,6         | 142,3         | 169,3         | 190,3         | 200,7         | 160,0         | 171,9         | 207,0         | 156,6         | 173,5         | 151,9         | 156,7         | 2030,0        |
| Норма опадів, мм                                    | 34.2          | 50.5          | 86.7          | 92.3          | 125.0         | 171.5         | 160.9         | 87.4          | 134.4         | 81.1          | 51.2          | 31.0          | 1106.2        |
| Днів зі снігом                                      | 1             | 1             | 1             | 0             | 0             | 0             | 0             | 0             | 0             | 0             | 0             | 0             | 3             |
| Вологість повітря, %                                | 65            | 64            | 62            | 60            | 64            | 69            | 73            | 69            | 70            | 69            | 69            | 67            | 66.8          |
| --------------------------------------------------- | ------------- | ------------- | ------------- | ------------- | ------------- | ------------- | ------------- | ------------- | ------------- | ------------- | ------------- | ------------- | ------------- |
| Джерело: Метеорологічне управління Японії (рекорди) |               |               |               |               |               |               |               |               |               |               |               |               |               |

Адміністративний поділ
У 2009 році Окаяма отримав статус міста державного значення.
Місто поділено на 4 райони (ку).
| Назва                         | Населення | Площа, км² | Густота населення, ос./км² | Карта |
| ----------------------------- | --------- | ---------- | -------------------------- | ----- |
| Кіта (адміністративний центр) | 311 163   | 450,70     | 690                        |       |
| Нака                          | 146 796   | 51,24      | 2 865                      |       |
| Хігаші                        | 95 009    | 160,53     | 593                        |       |
| Мінамі                        | 167 869   | 127,48     | 1,317                      |       |
| Станом на 1 травня 2017 року  |           |            |                            |       |

## Економіка
Основними сільськогосподарськими культурами є рис, баклажани та китайська цибуля. Крім того, на півночі міста вирощують персики та виноград.
У 2005 році валовий внутрішній продукт країни становив 820 мільярдів ієн, що майже 10 % ВВП префектури Окаяма. Основними галузями промисловості є машинобудування, хімічна та харчова промисловість, друкарство.
Основними торговельними районами є Омотемачі, неподалік від замку Окаяма, та район навколо станції Окаяма.

## Освіта
У місті розташований національний університет Окаяма, один із найбільших у префектурі.
Також у місті діють такі приватні вищі навчальні заклади:
- Жіночий коледж Нотр-Дам Сейшін
- Університет науки Окаяма
- Комерційний університет Окаяма
- Університет Саньо Гакуен
- Університет Сюдзіцу
- Університет Тюгоку Гакуен

## Спорт
- Фаджіано Окаяма — професійний футбольний клуб, виступає в Джей-лізі 2.
- Окаяма Шігарудзу — професійний чоловічий волейбольний клуб, виступає у Ві-Прем'єр-лізі (яп. V・プレミアリーグ).
- Окаяма Сутандідзу Беардзу — професійна команда з американського футболу, виступає в Ікс-лізі (яп. Xリーグ).
- Шіті Райто Окаяма — бейсбольний клуб.
- Тенмая — жіноча секція з легкої атлетики.

Міжнародні змагання
- Кубок світу з волейболу серед жінок 2003
- Світове Гран-прі з волейболу 2006
- Кубок світу з волейболу серед чоловіків 2007
- Світове Гран-прі з волейболу 2010

Щорічні спортивні заходи
- Біг по шосе серед жінок Sanyo (яп. 山陽女子ロードレース)

## Міста-побратими
- Сан-Хосе, Каліфорнія, США (з 26 травня 1957)
- Сан-Хосе, Коста-Рика (з 27 січня 1969)
- Пловдив, Болгарія (з 12 травня 1972)
- Лоян, КНР (з 6 квітня 1981)
- Пучхон, Республіка Корея (з 26 лютого 2002)
- Сіньчжу, Республіка Китай (з 21 квітня 2003)

## Відомі особи
- Ейсай (яп. 栄西, えいさい; 27 травня 1141 — 12 липня 1215) — японський буддистський монах періоду Камакура.
- Укіта Хідеє яп. 宇喜多秀家, うきた ひでいえ; ?, 1573 — 17 грудня 1655) — японський магнат періодів Адзуті-Момояма і Едо.
- Ікеда Міцумаса яп. 池田 光政, いけだ みつまさ; 10 травня 1609 — 27 липня 1682 27 червня 1682) — японський магнат періоду Едо.
- Огана Коан яп. 池田 光政, いけだ みつまさ; 13 серпня 1810 — 25 липня 1863) — японський лікар та дослідник періоду Едо.
- Інукай Цуйосі (яп. 犬養 毅, いぬかい つよし; 20 квітня 1855 — 15 травня 1932) — японський політик, член кабінету міністрів і прем'єр-міністр Японії з 13 грудня 1931 по 15 травня 1932.
- Акіхіко Кумашіро (яп. 熊代 昭彦, くましろ あきひこ; нар. 21 лютого 1940) — японський політик, член Ліберально-демократична партія Японії та Палати представників.
- Сацукі Еда (яп. 江田 五月, えだ さつき; нар. 22 травня 1941) — японський політик, член Демократична партія Японії, перший опозиціонер, що потрапив до Палати радників.
- Йошіхіро Катаяма (яп. 片山 善博, かたやま よしひろ; нар. 29 липня 1951) — Міністерство загальних справ Японії з 17 вересня 2010 по 2 вересня 2011.
- Ічіро Айсава (яп. 逢沢 一郎, あいさわ いちろう; нар. 10 червня 1954) — японський політик, член Ліберально-демократична партія Японії та Палати представників.
- Сейдзі Хагівара (яп. 萩原 誠司, はぎわら せいじ; нар. 28 квітня 1956) — японський політик, член Ліберально-демократична партія Японії та Палати представників.
- Кендзі Еда (яп. 江田 憲司, えだ けんじ; нар. 28 квітня 1956) — японський політик, член Ліберально-демократична партія Японії та Палати представників.
- Кейсуке Цумура (яп. 津村啓介, つむら けいすけ; нар. 27 жовтня 1971) — японський політик, член Демократична партія Японії та Палати представників.
- Мічійоші Юнокі (яп. 柚木 道義, ゆのき みちよし; нар. 28 травня 1972) — японський політик, член Демократична партія Японії та Палати представників.
- Тошіво Доко (яп. 土光 敏夫, どこう としお; 15 вересня 1896 — 4 серпня 1988) — японський інженер, бізнесмен, екс-голова Toshiba.
- Хяккен Учіда (яп. 內田 百閒, うちだ ひゃっけん; 29 травня 1899 — 20 квітня 1971) — японський письменник та поет.
- Дзьодзі Цубота (яп. 坪田 譲治, つぼた じょうじ; 3 березня 1890 — 7 липня 1982) — японський дитячий письменник, член Академії мистецтв Японії.
- Суїн Емі (яп. 江見 水蔭, えみ すいいん; 17 вересня 1869 — 3 листопада 1934) — японський новеліст і журналіст.
- Дзюнносуке Йошіюкі (яп. 吉行 淳之介, よしゆき じゅんのすけ; 13 квітня 1924 — 26 липня 1994) — японський новеліст і сценарист.
- Йоко Огава Дзюнносуке Йошіюкі (яп. 小川 洋子, おがわ ようこ; нар. 30 березня 1962) — японський письменник.
- Мацуносуке Оное (яп. 二代目 尾上 松之助, にだいめ おのえ まつのすけ; 12 вересня 1875 — 11 вересня 1926) — японський актор театру та кіно.
- Шін Коямада (яп. 小山田 真, こやまだ しん; нар. 10 березня 1982) — американський актор та продюсер японського походження.
- Дзен Кадзіхара (яп. 梶原 善, かじはら ぜん; нар. 25 лютого 1966) — японський актор театру.
- Ецуко Шіхомі (яп. 八名 信夫, やな のぶお; нар. 29 жовтня 1956) — японська акторка, колишній гравець бейсболу.
- Кодзіро Хонго (яп. 本郷 功次郎, ほんごう こうじろう; нар. 15 лютого 1938 — 14 лютого 2013) — японський актор.